# Exosoma tibiale
Exosoma tibiale es una especie de insecto coleóptero de la familia Chrysomelidae.
Fue descrita científicamente en 1898 por Jacoby.